# Europese kampioenschappen beachvolleybal 2015 (vrouwen)
Het vrouwentoernooi van de Europese kampioenschappen beachvolleybal 2015 in Klagenfurt vond plaats van 28 juli tot en met 1 augustus. Het Duitse duo Laura Ludwig en Kira Walkenhorst won de titel ten koste van de Russinnen Jevgenija Oekolova en Jekaterina Birlova. Het brons ging naar het Poolse tweetal Kinga Kołosińska en Monika Brzostek dat in de troostfinale te sterk was voor Natália Dubovcová en Dominika Nestarcová uit Slowakije.

## Groepsfase
|  | Direct naar laatste 16 |
|  | Naar tussenronde       |

### Groep A
| # | Ploeg                         | Punten | Wedstrijden | Wedstrijden | Spelpunten | Spelpunten | Spelpunten | Sets | Sets | Sets  |
| # | Ploeg                         | Punten | W           | V           | W          | V          | Ratio      | W    | V    | Ratio |
| - | ----------------------------- | ------ | ----------- | ----------- | ---------- | ---------- | ---------- | ---- | ---- | ----- |
| 1 | Meppelink / van Iersel        | 6      | 3           | 0           | 148        | 134        | 1,104      | 6    | 1    | 6,000 |
| 2 | Arvaniti / Tsiartsiani        | 4      | 1           | 2           | 129        | 132        | 0,977      | 3    | 4    | 0,750 |
| 3 | Schützenhöfer / Plesiutschnig | 4      | 1           | 2           | 116        | 120        | 0,967      | 2    | 4    | 0,500 |
| 4 | Lehtonen / Lahti              | 4      | 1           | 2           | 128        | 135        | 0,948      | 2    | 4    | 0,500 |

| Datum   |                               | Score |                               | Set 1   | Set 2   | Set 3  |
| ------- | ----------------------------- | ----- | ----------------------------- | ------- | ------- | ------ |
| 28 juli | Meppelink / van Iersel        | 2 – 1 | Arvaniti / Tsiartsiani        | 17 – 21 | 21 – 18 | 15 – 9 |
| 28 juli | Lehtonen / Lahti              | 0 – 2 | Schützenhöfer / Plesiutschnig | 14 – 21 | 21 – 23 |        |
| 29 juli | Meppelink / van Iersel        | 2 – 0 | Schützenhöfer / Plesiutschnig | 22 – 20 | 21 – 18 |        |
| 29 juli | Lehtonen / Lahti              | 2 – 0 | Arvaniti / Tsiartsiani        | 21 – 17 | 24 – 22 |        |
| 30 juli | Meppelink / van Iersel        | 2 – 0 | Lehtonen / Lahti              | 22 – 20 | 30 – 28 |        |
| 30 juli | Schützenhöfer / Plesiutschnig | 0 – 2 | Arvaniti / Tsiartsiani        | 19 – 21 | 15 – 21 |        |

### Groep B
| # | Ploeg              | Punten | Wedstrijden | Wedstrijden | Spelpunten | Spelpunten | Spelpunten | Sets | Sets | Sets  |
| # | Ploeg              | Punten | W           | V           | W          | V          | Ratio      | W    | V    | Ratio |
| - | ------------------ | ------ | ----------- | ----------- | ---------- | ---------- | ---------- | ---- | ---- | ----- |
| 1 | Jupiter / Longuet  | 6      | 3           | 0           | 142        | 125        | 1,136      | 6    | 1    | 6,000 |
| 2 | Heidrich / Zumkehr | 5      | 2           | 1           | 137        | 123        | 1,114      | 4    | 3    | 1,333 |
| 3 | Rimser / Strauss   | 4      | 1           | 2           | 114        | 127        | 0,898      | 2    | 4    | 0,500 |
| 4 | Vasina / Roedych   | 3      | 0           | 3           | 141        | 159        | 0,887      | 2    | 6    | 0,333 |

| Datum   |                   | Score |                   | Set 1   | Set 2   | Set 3   |
| ------- | ----------------- | ----- | ----------------- | ------- | ------- | ------- |
| 28 juli | Vasina / Roedych  | 0 – 2 | Rimser / Strauss  | 19 – 21 | 15 – 21 |         |
| 28 juli | Heidrich/ Zumkehr | 0 – 2 | Jupiter / Longuet | 18 – 21 | 21 – 23 |         |
| 29 juli | Vasina / Roedych  | 1 – 2 | Jupiter / Longuet | 20 – 22 | 21 – 18 | 10 – 15 |
| 29 juli | Heidrich/ Zumkehr | 2 – 0 | Rimser / Strauss  | 22 – 20 | 21 – 10 |         |
| 30 juli | Vasina / Roedych  | 1 – 2 | Heidrich/ Zumkehr | 23 – 21 | 18 – 21 | 10 – 15 |
| 30 juli | Jupiter / Longuet | 2 – 0 | Rimser / Strauss  | 21 – 15 | 24 – 22 |         |

### Groep C
| # | Ploeg                 | Punten | Wedstrijden | Wedstrijden | Spelpunten | Spelpunten | Spelpunten | Sets | Sets | Sets  |
| # | Ploeg                 | Punten | W           | V           | W          | V          | Ratio      | W    | V    | Ratio |
| - | --------------------- | ------ | ----------- | ----------- | ---------- | ---------- | ---------- | ---- | ---- | ----- |
| 1 | Forrer / Vergé-Dépré  | 6      | 3           | 0           | 96         | 71         | 1,352      | 6    | 1    | 6,000 |
| 2 | Borger / Büthe        | 4      | 2           | 1           | 137        | 123        | 1,114      | 4    | 3    | 1,333 |
| 3 | Syrtseva / Prokopjeva | 4      | 1           | 2           | 114        | 127        | 0,898      | 2    | 4    | 0,500 |
| 4 | Teufl / Zass          | 3      | 0           | 3           | 104        | 136        | 0,765      | 1    | 6    | 0,167 |

| Datum   |                       | Score |                       | Set 1   | Set 2   | Set 3   |
| ------- | --------------------- | ----- | --------------------- | ------- | ------- | ------- |
| 28 juli | Borger / Büthe        | 2 – 0 | Teufl / Zass          | 21 – 12 | 21 – 15 |         |
| 28 juli | Forrer / Vergé-Dépré  | 2 – 1 | Syrtseva / Prokopjeva | 18 – 21 | 21 – 11 | 15 – 11 |
| 29 juli | Borger / Büthe        | 2 – 0 | Syrtseva / Prokopjeva | –       | –       |         |
| 29 juli | Forrer / Vergé-Dépré  | 2 – 0 | Teufl / Zass          | 21 – 16 | 21 – 12 |         |
| 30 juli | Borger / Büthe        | 0 – 2 | Forrer / Vergé-Dépré  | –       | –       |         |
| 30 juli | Syrtseva / Prokopjeva | 2 – 1 | Teufl / Zass          | 16 – 21 | 21 – 17 | 15 – 11 |

### Groep D
| # | Ploeg                     | Punten | Wedstrijden | Wedstrijden | Spelpunten | Spelpunten | Spelpunten | Sets | Sets | Sets  |
| # | Ploeg                     | Punten | W           | V           | W          | V          | Ratio      | W    | V    | Ratio |
| - | ------------------------- | ------ | ----------- | ----------- | ---------- | ---------- | ---------- | ---- | ---- | ----- |
| 1 | Ludwig / Walkenhorst      | 6      | 3           | 0           | 139        | 105        | 1,324      | 6    | 1    | 6,000 |
| 2 | Goricanec / Hüberli       | 5      | 2           | 1           | 149        | 139        | 1,072      | 5    | 3    | 1,667 |
| 3 | Wesselink / van der Vlist | 4      | 1           | 2           | 131        | 144        | 0,910      | 3    | 5    | 0,600 |
| 4 | Treland / Pedersen        | 3      | 0           | 3           | 107        | 138        | 0,775      | 1    | 6    | 0,167 |

| Datum   |                           | Score |                           | Set 1   | Set 2   | Set 3   |
| ------- | ------------------------- | ----- | ------------------------- | ------- | ------- | ------- |
| 28 juli | Ludwig / Walkenhorst      | 2 – 0 | Treland / Pedersen        | 21 – 17 | 21 – 9  |         |
| 28 juli | Goricanec / Hüberli       | 2 – 1 | Wesselink / van der Vlist | 22 – 20 | 18 – 21 | 15 – 9  |
| 29 juli | Ludwig / Walkenhorst      | 2 – 0 | Wesselink / van der Vlist | 21 – 11 | 21 – 16 |         |
| 29 juli | Goricanec / Hüberli       | 2 – 0 | Treland / Pedersen        | 21 – 16 | 21 – 18 |         |
| 30 juli | Ludwig / Walkenhorst      | 2 – 1 | Goricanec / Hüberli       | 22 – 20 | 18 – 21 | 15 – 11 |
| 30 juli | Wesselink / van der Vlist | 2 – 1 | Treland / Pedersen        | 21 – 14 | 18 – 21 | 15 – 12 |

### Groep E
| # | Ploeg                  | Punten | Wedstrijden | Wedstrijden | Spelpunten | Spelpunten | Spelpunten | Sets | Sets | Sets  |
| # | Ploeg                  | Punten | W           | V           | W          | V          | Ratio      | W    | V    | Ratio |
| - | ---------------------- | ------ | ----------- | ----------- | ---------- | ---------- | ---------- | ---- | ---- | ----- |
| 1 | Liliana / Elsa         | 6      | 3           | 0           | 138        | 108        | 1,278      | 6    | 1    | 6,000 |
| 2 | Dubovcová / Nestarcová | 5      | 2           | 1           | 112        | 100        | 1,120      | 4    | 2    | 2,000 |
| 3 | Lobato / Soria         | 4      | 1           | 2           | 122        | 135        | 0,904      | 2    | 5    | 0,500 |
| 4 | Kongshavn / Kjølberg   | 3      | 0           | 3           | 121        | 150        | 0,807      | 2    | 6    | 0,333 |

| Datum   |                        | Score |                        | Set 1   | Set 2   | Set 3   |
| ------- | ---------------------- | ----- | ---------------------- | ------- | ------- | ------- |
| 28 juli | Liliana / Elsa         | 2 – 0 | Lobato / Soria         | 21 – 16 | 22 – 20 |         |
| 28 juli | Dubovcová / Nestarcová | 2 – 0 | Kongshavn / Kjølberg   | 21 – 14 | 21 – 13 |         |
| 29 juli | Liliana / Elsa         | 2 – 1 | Kongshavn / Kjølberg   | 17 – 21 | 21 – 11 | 15 – 12 |
| 29 juli | Dubovcová / Nestarcová | 2 – 0 | Lobato / Soria         | 21 – 14 | 21 – 17 |         |
| 30 juli | Liliana / Elsa         | 2 – 0 | Dubovcová / Nestarcová | 21 – 14 | 21 – 14 |         |
| 30 juli | Kongshavn / Kjølberg   | 1 – 2 | Lobato / Soria         | 19 – 21 | 21 – 19 | 10 – 15 |

### Groep F
| # | Ploeg                 | Punten | Wedstrijden | Wedstrijden | Spelpunten | Spelpunten | Spelpunten | Sets | Sets | Sets  |
| # | Ploeg                 | Punten | W           | V           | W          | V          | Ratio      | W    | V    | Ratio |
| - | --------------------- | ------ | ----------- | ----------- | ---------- | ---------- | ---------- | ---- | ---- | ----- |
| 1 | Kołosińska / Brzostek | 6      | 3           | 0           | 148        | 110        | 1,345      | 6    | 1    | 6,000 |
| 2 | Holtwick / Semmler    | 5      | 2           | 1           | 138        | 127        | 1,087      | 5    | 2    | 2,500 |
| 3 | Baran / Gruszczyńska  | 4      | 1           | 2           | 108        | 137        | 0,788      | 2    | 5    | 0,400 |
| 4 | Betschart / Eiholzer  | 3      | 0           | 3           | 120        | 140        | 0,857      | 1    | 6    | 0,167 |

| Datum   |                       | Score |                       | Set 1   | Set 2   | Set 3   |
| ------- | --------------------- | ----- | --------------------- | ------- | ------- | ------- |
| 28 juli | Holtwick / Semmler    | 2 – 0 | Betschart / Eiholzer  | 21 – 19 | 21 – 17 |         |
| 28 juli | Kołosińska / Brzostek | 2 – 0 | Baran / Gruszczyńska  | 21 – 14 | 21 – 11 |         |
| 29 juli | Holtwick / Semmler    | 2 – 0 | Baran / Gruszczyńska  | 21 – 12 | 21 – 15 |         |
| 29 juli | Kołosińska / Brzostek | 2 – 0 | Betschart / Eiholzer  | 21 – 15 | 21 – 16 |         |
| 30 juli | Holtwick / Semmler    | 1 – 2 | Kołosińska / Brzostek | 11 – 21 | 30 – 28 | 13 – 15 |
| 30 juli | Baran / Gruszczyńska  | 2 – 1 | Betschart / Eiholzer  | 21 – 18 | 20 – 22 | 15 – 13 |

### Groep G
| # | Ploeg                      | Punten | Wedstrijden | Wedstrijden | Spelpunten | Spelpunten | Spelpunten | Sets | Sets | Sets  |
| # | Ploeg                      | Punten | W           | V           | W          | V          | Ratio      | W    | V    | Ratio |
| - | -------------------------- | ------ | ----------- | ----------- | ---------- | ---------- | ---------- | ---- | ---- | ----- |
| 1 | Laboureur / Sude           | 6      | 3           | 0           | 126        | 75         | 1,680      | 6    | 0    | MAX   |
| 2 | Povilaitytė / Dumbauskaitė | 5      | 2           | 1           | 121        | 116        | 1,043      | 4    | 3    | 1,333 |
| 3 | Hasu / Parkkinen           | 4      | 1           | 2           | 117        | 137        | 0,854      | 2    | 5    | 0,400 |
| 4 | Nilsson / Yoken            | 3      | 0           | 3           | 115        | 151        | 0,762      | 2    | 6    | 0,333 |

| Datum   |                            | Score |                            | Set 1   | Set 2   | Set 3   |
| ------- | -------------------------- | ----- | -------------------------- | ------- | ------- | ------- |
| 28 juli | Laboureur / Sude           | 2 – 0 | Hasu / Parkkinen           | 21 – 12 | 21 – 15 |         |
| 28 juli | Nillson / Yoken            | 1 – 2 | Povilaitytė / Dumbauskaitė | 21 – 17 | 11 – 21 | 8 – 15  |
| 29 juli | Laboureur / Sude           | 2 – 0 | Povilaitytė / Dumbauskaitė | 21 – 18 | 21 – 19 |         |
| 29 juli | Nillson / Yoken            | 1 – 2 | Hasu / Parkkinen           | 21 – 16 | 15 – 21 | 17 – 19 |
| 30 juli | Laboureur / Sude           | 2 – 0 | Nillson / Yoken            | 21 – 11 | 21 – 11 |         |
| 30 juli | Povilaitytė / Dumbauskaitė | 2 – 0 | Hasu / Parkkinen           | 21 – 18 | 21 – 16 |         |

### Groep H
| # | Ploeg               | Punten | Wedstrijden | Wedstrijden | Spelpunten | Spelpunten | Spelpunten | Sets | Sets | Sets  |
| # | Ploeg               | Punten | W           | V           | W          | V          | Ratio      | W    | V    | Ratio |
| - | ------------------- | ------ | ----------- | ----------- | ---------- | ---------- | ---------- | ---- | ---- | ----- |
| 1 | Schwaiger / Hansel  | 6      | 3           | 0           | 126        | 94         | 1,340      | 6    | 0    | MAX   |
| 2 | Giombini / Toti     | 5      | 2           | 1           | 125        | 125        | 1,000      | 4    | 3    | 1,333 |
| 3 | Oekolova / Birlova  | 4      | 1           | 2           | 119        | 129        | 0,922      | 3    | 4    | 0,750 |
| 4 | Dabizja / Abalakina | 3      | 0           | 3           | 106        | 128        | 0,828      | 0    | 6    | 0,000 |

| Datum   |                     | Score |                     | Set 1   | Set 2   | Set 3  |
| ------- | ------------------- | ----- | ------------------- | ------- | ------- | ------ |
| 28 juli | Schwaiger / Hansel  | 2 – 0 | Giombini / Toti     | 21 – 11 | 21 – 14 |        |
| 28 juli | Oekolova / Birlova  | 2 – 0 | Dabizja / Abalakina | 21 – 13 | 21 – 18 |        |
| 29 juli | Schwaiger / Hansel  | 2 – 0 | Dabizja / Abalakina | 21 – 18 | 21 – 19 |        |
| 29 juli | Oekolova / Birlova  | 1 – 2 | Giombini / Toti     | 22 – 20 | 14 – 21 | 9 – 15 |
| 30 juli | Schwaiger / Hansel  | 2 – 0 | Oekolova / Birlova  | 21 – 14 | 21 – 18 |        |
| 30 juli | Dabizja / Abalakina | 0 – 2 | Giombini / Toti     | 17 – 21 | 21 – 23 |        |

## Knockoutfase

### Tussenronde
| Datum   | Wedstrijd | Team 1                     | Score | Team 2                        | Set 1   | Set 2   | Set 3   |
| ------- | --------- | -------------------------- | ----- | ----------------------------- | ------- | ------- | ------- |
| 30 juli | 1         | Dubovcová / Nestarcová     | 2 – 0 | Wesselink / van der Vlist     | 21 – 11 | 23 – 21 |         |
| 30 juli | 2         | Goricanec / Hüberli        | 2 – 1 | Schützenhöfer / Plesiutschnig | 21 – 19 | 12 – 21 | 15 – 13 |
| 30 juli | 3         | Arvaniti / Tsiartsiani     | 2 – 0 | Baran / Gruszczyńska          | 21 – 15 | 27 – 25 |         |
| 30 juli | 4         | Heidrich / Zumkehr         | 2 – 0 | Lobato / Soria                | 21 – 19 | 21 – 18 |         |
| 30 juli | 5         | Giombini / Toti            | 2 – 1 | Hassu / Parkkinen             | 19 – 21 | 21 – 17 | 15 – 10 |
| 30 juli | 6         | Borger / Büthe             | 0 – 2 | Rimser / Strauss              | –       | –       |         |
| 30 juli | 7         | Holtwick / Semmler         | 2 – 1 | Syrtseva / Prokopjeva         | 15 – 21 | 21 – 16 | 15 – 13 |
| 30 juli | 8         | Povilaitytė / Dumbauskaitė | 0 – 2 | Oekolova / Birlova            | 16 – 21 | 16 – 21 |         |

### Eindronde
| Achtste finale | Achtste finale         | Achtste finale | Achtste finale | Achtste finale |  |    | Kwartfinale           | Kwartfinale            | Kwartfinale | Kwartfinale | Kwartfinale |  |  | Halve finale | Halve finale           | Halve finale | Halve finale | Halve finale |  |              | Finale                 | Finale                | Finale       | Finale       | Finale |
|                |                        |                |                |                |  |    |                       |                        |             |             |             |  |  |              |                        |              |              |              |  |              |                        |                       |              |              |        |
| 1              | Meppelink / van Iersel | 19             | 18             |                |  |    |                       |                        |             |             |             |  |  |              |                        |              |              |              |  |              |                        |                       |              |              |        |
| 12             | Dubovcová / Nestarcová | 21             | 21             |                |  |    | 12                    | Dubovcová / Nestarcová | 21          | 21          |             |  |  |              |                        |              |              |              |  |              |                        |                       |              |              |        |
| 8              | Schwaiger / Hansel     | 21             | 17             | 11             |  | 13 | Goricanec / Hüberli   | 19                     | 13          |             |             |  |  |              |                        |              |              |              |  |              |                        |                       |              |              |        |
| 13             | Goricanec / Hüberli    | 14             | 21             | 15             |  |    |                       |                        |             |             |             |  |  | 12           | Dubovcová / Nestarcová | 18           | 18           |              |  |              |                        |                       |              |              |        |
| 5              | Liliana / Elsa         | 21             | 21             | 10             |  |    |                       |                        |             |             |             |  |  | 4            | Ludwig / Walkenhorst   | 21           | 21           |              |  |              |                        |                       |              |              |        |
| 32             | Arvaniti / Tsiartsiani | 16             | 23             | 15             |  |    | 32                    | Arvaniti / Tsiartsiani | 19          | 12          |             |  |  |              |                        |              |              |              |  |              |                        |                       |              |              |        |
| 4              | Ludwig / Walkenhorst   | 21             | 21             |                |  | 4  | Ludwig / Walkenhorst  | 21                     | 21          |             |             |  |  |              |                        |              |              |              |  |              |                        |                       |              |              |        |
| 15             | Heidrich / Zumkehr     | 12             | 17             |                |  |    |                       |                        |             |             |             |  |  |              |                        |              |              |              |  |              | 4                      | Ludwig / Walkenhorst  | 21           | 21           |        |
| 14             | Forrer / Vergé-Dépré   | 21             | 21             |                |  |    |                       |                        |             |             |             |  |  |              |                        |              |              |              |  |              | 9                      | Oekolova / Birlova    | 18           | 18           |        |
| 25             | Giombini / Toti        | 10             | 17             |                |  |    | 14                    | Forrer / Vergé-Dépré   | 16          | 17          |             |  |  |              |                        |              |              |              |  |              |                        |                       |              |              |        |
| 11             | Kołosińska / Brzostek  | 16             | 21             | 15             |  | 11 | Kołosińska / Brzostek | 21                     | 21          |             |             |  |  |              |                        |              |              |              |  |              |                        |                       |              |              |        |
| 31             | Rimser / Strauss       | 21             | 8              | 6              |  |    |                       |                        |             |             |             |  |  | 11           | Kołosińska / Brzostek  | 17           | 13           |              |  |              |                        |                       |              |              |        |
| 7              | Laboureur / Sude       | 21             | 19             | 19             |  |    |                       |                        |             |             |             |  |  | 9            | Oekolova / Birlova     | 21           | 21           |              |  |              |                        |                       |              |              |        |
| 6              | Holtwick / Semmler     | 18             | 21             | 17             |  |    | 7                     | Laboureur / Sude       | 31          | 16          |             |  |  |              |                        |              |              |              |  | Troostfinale | Troostfinale           | Troostfinale          | Troostfinale | Troostfinale |        |
| 18             | Jupiter / Longuet      | 16             | 16             |                |  | 9  | Oekolova / Birlova    | 33                     | 21          |             |             |  |  |              |                        |              |              |              |  | 12           | Dubovcová / Nestarcová | 17                    | 20           |              |        |
| 9              | Oekolova / Birlova     | 21             | 21             |                |  |    |                       |                        |             |             |             |  |  |              |                        |              |              |              |  |              | 11                     | Kołosińska / Brzostek | 21           | 22           |        |